# Ralph Buschhaus de Laforest
Ralph Buschhaus de Laforest (ur. 14 grudnia 1930 w Milspe) – francuski kierowca wyścigowy.

## Biografia
W 1960 roku zadebiutował w Niemieckiej Formule Junior samochodem Sauter. W tej serii uczestniczył do sezonie 1963. W 1961 roku był trzeci w wyścigu Bergprüfung Pirmasens, a w klasyfikacji cyklu zajął szóste miejsce. Rywalizował również we Wschodnioniemieckiej Formule Junior.
W 1963 roku był zgłoszony do wyścigu 1000 km Nürburgringu, ale nie wystartował w wyścigu.

## Wyniki
| Legenda oznaczeń w tabelach wyników Wyświetl szablon na nowej stronie | Legenda oznaczeń w tabelach wyników Wyświetl szablon na nowej stronie                                                                     |
| Oznaczenie                                                            | Wyjaśnienie |
| --------------------------------------------------------------------- | --- |
| Złoty                                                                 | Zwycięzca lub mistrzostwo |
| Srebrny                                                               | 2. miejsce lub wicemistrzostwo |
| Brązowy                                                               | 3. miejsce lub II wicemistrzostwo |
| Zielony                                                               | Ukończył, punktował (w klasyfikacji generalnej, gdy zdobył co najmniej jeden punkt na przestrzeni sezonu, poza trzema powyższymi opcjami) |
| Niebieski                                                             | Ukończył, nie punktował (w klasyfikacji generalnej, gdy nie zdobył co najmniej jednego punktu na przestrzeni sezonu)                      |
| Czerwony                                                              | Nie zakwalifikował się (NZ) |
| Czerwony                                                              | Nie prekwalifikował się (NPK) |
| Różowy                                                                | Nie ukończył (NU) |
| Różowy                                                                | Niesklasyfikowany (NS) (w klasyfikacji generalnej, gdy nie został sklasyfikowany w żadnym wyścigu sezonu)                                 |
| Czarny                                                                | Zdyskwalifikowany (DK) |
| Czarny                                                                | Wykluczony (WYK/EX) |
| Biały                                                                 | Nie wystartował (NW) |
| Biały                                                                 | Kontuzjowany (K/INJ) |
| Biały                                                                 | Wyścig odwołany (OD/C) |
| Bez koloru                                                            | Został wycofany (WYC/WD) |
| Bez koloru                                                            | Nie przybył (NP/DNA) |
| Bez koloru                                                            | Nie brał udziału w treningach (NT/DNP) |
| Bez koloru                                                            | Nie został zgłoszony (–) |
| Pogrubienie                                                           | Start z pole position |
| Kursywa                                                               | Najszybsze okrążenie wyścigu |
| †                                                                     | Nie ukończył, ale jego rezultat został zaliczony ze względu na przejechanie więcej niż 90% dystansu wyścigu.                              |
| *                                                                     | Sezon w trakcie |
| 1/2/3                                                                 | Punktowana pozycja w sprincie kwalifikacyjnym                                                                                             |
| Lista systemów punktacji Formuły 1                                    | |

### Niemiecka Formuła Junior
| Rok  | Zespół                      | Samochód | Silnik   | Wyniki w poszczególnych eliminacjach | Wyniki w poszczególnych eliminacjach | Wyniki w poszczególnych eliminacjach | Wyniki w poszczególnych eliminacjach | Wyniki w poszczególnych eliminacjach | Wyniki w poszczególnych eliminacjach | Wyniki w poszczególnych eliminacjach | Wyniki w poszczególnych eliminacjach | Wyniki w poszczególnych eliminacjach | Wyniki w poszczególnych eliminacjach | Wyniki w poszczególnych eliminacjach | Wyniki w poszczególnych eliminacjach | Pkt. | Msc. |
| ---- | --------------------------- | -------- | -------- | ------------------------------------ | ------------------------------------ | ------------------------------------ | ------------------------------------ | ------------------------------------ | ------------------------------------ | ------------------------------------ | ------------------------------------ | ------------------------------------ | ------------------------------------ | ------------------------------------ | ------------------------------------ | ---- | ---- |
| 1960 |                             |          |          |                                      |                                      |                                      |                                      |                                      |                                      |                                      |                                      |                                      |                                      |                                      |                                      | 0    | NS   |
| 1960 | Ralph Buschhaus de Laforest | Sauter   | DKW      | -                                    | -                                    | -                                    | -                                    | -                                    | -                                    | -                                    | -                                    | -                                    | NU                                   | -                                    | -                                    | 0    | NS   |
| 1961 |                             |          |          |                                      |                                      |                                      |                                      |                                      |                                      |                                      |                                      |                                      |                                      |                                      |                                      | 6    | 6    |
| 1961 | Racing Team RBL             | OSCA     | Maserati | -                                    | 5                                    | -                                    | -                                    | -                                    | NU                                   | -                                    | -                                    | -                                    |                                      |                                      |                                      | 6    | 6    |
| 1961 | Racing Team RBL             | Lotus 18 | Ford     | -                                    | -                                    | -                                    | -                                    | -                                    | -                                    | -                                    | 3                                    | -                                    |                                      |                                      |                                      | 6    | 6    |
| 1962 |                             |          |          |                                      |                                      |                                      |                                      |                                      | Austria                              |                                      |                                      |                                      |                                      |                                      |                                      | 0    | NS   |
| 1962 | Racing Team RBL             | Lotus 18 | Ford     | 8                                    | -                                    | -                                    | -                                    | -                                    | -                                    | -                                    | -                                    |                                      |                                      |                                      |                                      | 0    | NS   |
| 1962 | Racing Team RBL             | Lotus 20 | Ford     | -                                    | -                                    | -                                    | -                                    | -                                    | -                                    | -                                    | 11                                   |                                      |                                      |                                      |                                      | 0    | NS   |
| 1963 |                             |          |          |                                      |                                      |                                      |                                      |                                      |                                      |                                      |                                      |                                      |                                      |                                      |                                      | 0    | NS   |
| 1963 | Racing Team RBL             | Lola Mk3 | Ford     | NU                                   | -                                    | -                                    | -                                    | 5                                    | NU                                   | -                                    | -                                    | -                                    |                                      |                                      |                                      | 0    | NS   |
| 1963 | Racing Team RBL             | Lotus 18 | Ford     | -                                    | -                                    | -                                    | -                                    | -                                    | -                                    | -                                    | NZ                                   | -                                    |                                      |                                      |                                      | 0    | NS   |

### Wschodnioniemiecka Formuła Junior
| Rok  | Zespół          | Samochód | Silnik | Wyniki w poszczególnych eliminacjach | Wyniki w poszczególnych eliminacjach | Wyniki w poszczególnych eliminacjach | Wyniki w poszczególnych eliminacjach | Wyniki w poszczególnych eliminacjach | Wyniki w poszczególnych eliminacjach | Pkt. | Msc. |
| ---- | --------------- | -------- | ------ | ------------------------------------ | ------------------------------------ | ------------------------------------ | ------------------------------------ | ------------------------------------ | ------------------------------------ | ---- | ---- |
| 1962 |                 |          |        |                                      |                                      |                                      |                                      |                                      |                                      | 0    | NS   |
| 1962 | Racing Team RBL | Lotus 18 | Ford   | 8                                    | ?                                    | NU                                   | -                                    | 11                                   | ?                                    | 0    | NS   |